# Сноу, Олимпия
Олимпия Джин Сноу (англ. Olympia Jean Snowe; род. 21 февраля 1947) — американский политик, сенатор США от штата Мэн, член Республиканской партии. В 2006 году журнал Time назвал Олимпию Сноу одним из лучших сенаторов США.

## Биография
Из греческих иммигрантов, православная. Окончила Университет Мэна (1969) и вышла замуж за Питера Сноу — члена Палаты представителей Мэна, который погиб в автокатастрофе в 1973 г. Олимпия была избрана на его пост.
В 1978 г. была избрана в Палату представителей США и работала в Конгрессе до 1994 г., затем была избрана в Сенат США.
В социальных вопросах наподобие права на аборт и ЛГБТ-браков занимает либеральные позиции, в отличие от большинства остальных республиканцев.
В 2012 году на выборах президента США Сноу поддержала кандидатуру республиканца Митта Ромни. А на выборах 2016 года Сноу выступила против выдвижения Дональда Трампа в качестве кандидата от республиканской партии.